# Nederlandse kampioenschappen schaatsen afstanden 2006 - 1500 meter vrouwen
De Nederlandse kampioenschappen schaatsen afstanden 2006 - 1500 meter vrouwen werden gehouden in december 2005 in Thialf. Dit toernooi was ook het Olympisch kwalificatietoernooi.
Titelverdedigster is Renate Groenewold die de titel pakte tijdens de Nederlandse kampioenschappen schaatsen afstanden 2005. Nu moest ze Paulien van Deutekom en winnares Ireen Wüst voor zich dulden.

## Uitslag
| #      | Schaatser               | Tijd    |
| ------ | ----------------------- | ------- |
| Goud   | Ireen Wüst              | 1.56,71 |
| Zilver | Paulien van Deutekom    | 1.58,93 |
| Brons  | Renate Groenewold       | 1.59,00 |
| 4      | Wieteke Cramer          | 1.59,06 |
| 5      | Els Murris              | 1.59,54 |
| 6      | Tessa van Dijk          | 1.59,62 |
| 7      | Annette Gerritsen       | 2.00,07 |
| 8      | Foske Tamar van der Wal | 2.00,42 |
| 9      | Moniek Kleinsman        | 2.00,73 |
| 10     | Sandra 't Hart          | 2.00,81 |
| 11     | Jorien Voorhuis         | 2.00,94 |
| 12     | Barbara de Loor         | 2.01,10 |
| 13     | Marja Vis               | 2.01,24 |
| 14     | Marianne Timmer         | 2.01,27 |
| 15     | Annamarie Thomas        | 2.01,74 |
| 16     | Willeke van Benthem     | 2.01,97 |
| 17     | Ingeborg Kroon          | 2.02,62 |
| 18     | Helen van Goozen        | 2.03,88 |
| 19     | Marleen Geuzendam       | 2.03,95 |
| 20     | Mireille Reitsma        | 2.07,07 |

1987 · 
1988 · 
1989 · 
1990 · 
1991 · 
1992 · 
1993 · 
1994 · 
1995 · 
1996 · 
1997 · 
1998 · 
1999 · 
2000 · 
2001 · 
2002 · 
2003 · 
2004 · 
2005 · 
2006 · 
2007 · 
2008 · 
2009 · 
2010 · 
2011 · 
2012 · 
2013 · 
2014 · 
2015 · 
2016 · 
2017 · 
2018 · 
2019 · 
2020 · 
2021 · 
2022 · 
2023 · 
2024 · 
2025